# Scaptotrigona mexicana
Las abejas de la especie Scaptotrigona mexicana pertenecen a la tribu Meliponini, o abejas sin aguijón. Poseen comportamiento social.  Carecen de aguijón como todos los miembros de la tribu Meliponini; sin embargo, tienen mandíbulas poderosas y pueden morder.
Es una abeja pequeña, de color negro.

## Comportamiento
Anidan en huecos de troncos o ramas y se caracterizan por tener una entrada de cera en forma de trompeta. También pueden anidar en cavidades entre raíces y piedras.
Es una especie con un marcado comportamiento defensivo, el nido es protegido agresivamente por las obreras, que se enredan en el cabello, dejan un olor muy peculiar y muerden la piel.

## Distribución
S. mexicana esta distribuida desde Tamaulipas a través del golfo de México hasta Chiapas y continúa a través de Guatemala, desde el nivel del mar hasta los 1000 m s. n. m.
Es una de las dos especies de abejas sin aguijón que tradicionalmente han sido explotadas para la producción de miel en Mesoamérica y ahora está aumentando su uso en la meliponicultura.

## Nombres comunes
La nomenclatura  vernácula varía dependiendo de la comunidad, existe una variedad de nombres para  para identificarlas. Tiene diferentes denominaciones, por ejemplo: “abeja puerca”, “taxkat”, “chinchin”, “enreda pelo o cuaja cabeza" en algunas regiones de Tabasco, “abeja de monte”, “tenchaliya”, pisilnekmej congo negra (Chiapas y Guatemala).

## Medicina popular
Desde tiempos muy antiguos se han utilizado la miel y propóleo de Scaptotrigona mexicana como remedio y/o ingrediente en la farmacopea tradicional de Cuetzalan, con base en la idea de que “la miel es curativa porque la abeja se alimenta de algunas plantas medicinales”. La miel se ingiere o aplica directamente para tratar once padecimientos: dolor y enfriamiento de estómago, fuego labial, tos, enfermedades de la garganta, carnosidad de los ojos, gastritis y úlceras estomacales, heridas y ulceraciones de la piel (llagas), infertilidad en la mujer, cáncer, pie diabético, hemorroides, quemaduras.